# Top 14 de la URBA 2016
El Top 14 de la URBA de 2016 (ò URBA Top 14 Copa DIRECTV presentada por QBE Seguros La Buenos Aires por razones de patrocinio) es la centésima décima quinta edición del torneo de rugby de la Ciudad de Buenos Aires y alrededores y la vigésimo primera desde que se creó la mencionada URBA.
Se disputa durante la segunda mitad del año, con los mejores siete equipos del Grupo I de la URBA sumados a los siete mejores equipos de la edición anterior del Top 14. Además, se determinarán los siete equipos (los mejores seis de la tabla general más un cupo extra) que participarán del Torneo Nacional de Clubes 2017. Para determinar ese último cupo al Nacional de Clubes se realizará un repechaje entre el séptimo y el décimo clasificado en la tabla general.
A partir de la temporada 2017 el torneo de la URBA pasará a ser un Top 12. Los dos últimos equipos del campeonato 2016 descendieron a la segunda categoría, mientras que ningún equipo fue ascendido.
Las eliminatorias se disputarán en el estadio del Club Atlético de San Isidro, situado en la localidad de Acassuso en la Provincia de Buenos Aires.

## Equipos participantes
| Equipo                             | Localidad           | POS 2015         | Cant | Clasif     |
| ---------------------------------- | ------------------- | ---------------- | ---- | ---------- |
| Asociación Alumni                  | Malvinas Argentinas | 8.º              | 20   | 1.º zona A |
| Belgrano Athletic Club             | Pilar               | Semifinalista    | 13   | —          |
| Club Atlético de San Isidro        | San Isidro          | 10.º             | 21   | 2.º zona B |
| Club Atlético del Rosario          | Rosario             | Cuartos de final | 18   | —          |
| Club de Rugby Los Tilos            | La Plata            | —                | 10   | 2.º zona A |
| Club Newman                        | Benavídez           | Semifinalista    | 19   | —          |
| Club Pucará                        | Burzaco             | 9.º              | 15   | 3.º zona B |
| Club Regatas de Bella Vista        | San Miguel          | 11.º             | 15   | 4.º zona A |
| Club San Luis                      | La Plata            | 7.º              | 17   | —          |
| Club Universitario de Buenos Aires | Villa de Mayo       | Subcampeón       | 15   | —          |
| Club y Biblioteca Mariano Moreno   | La Reja             | —                | 1    | 3.º zona A |
| Hindú Club                         | Don Torcuato        | Campeón          | 21   | —          |
| La Plata Rugby Club                | La Plata            | Cuartos de final | 20   | —          |
| San Isidro Club                    | San Isidro          | 14.º             | 21   | 1.º zona B |

## Forma de disputa y reglamentaciones
El campeonato está dividido en dos etapas, la etapa regular y la etapa eliminatoria.
Etapa regular
Los equipos se enfrentan entre sí una sola vez en cancha de uno de los dos en cuestión. Se otorgan cuatro (4) puntos por victoria, dos (2) por empate y ninguno (0) en caso de derrota. También se otorga punto bónus:
- El punto bonus ofensivo se da cuando un equipo logra cuatro o más tries (o conversiones).
- El punto bonus defensivo se da cuando un equipo pierde por una diferencia de hasta siete puntos.

Los dos mejores equipos avanzan directamente a las semifinales, mientras que del tercer al sexto puesto disputan una etapa previa para determinar los otros dos participantes en semifinales.
Además, los siete mejores equipos acceden al Torneo Nacional de Clubes 2017.
Etapa eliminatoria
Los equipos ubicados tercero y cuarto se enfrentan al sexto y quinto respectivamente para determinar quienes avanzan a las semifinales. Los dos ganadores se enfrentan al primero y segundo y los ganadores de las semifinales, avanzan a la final para determinar al campeón.

## Etapa regular
| Pos. | Equipo              | Encuentros | Encuentros | Encuentros | Encuentros | Tantos | Tantos | Tantos | PB | PB | Puntos |
| Pos. | Equipo              | PJ         | PG         | PE         | PP         | F      | C      | Dif    | BO | BD | Puntos |
| ---- | ------------------- | ---------- | ---------- | ---------- | ---------- | ------ | ------ | ------ | -- | -- | ------ |
| 1.º  | Hindú Club          | 13         | 12         | 1          | 0          | 422    | 290    | 132    | 4  | 0  | 54     |
| 2.º  | Belgrano Athletic   | 13         | 11         | 0          | 2          | 425    | 253    | 172    | 6  | 1  | 51     |
| 3.º  | San Luis            | 13         | 9          | 0          | 4          | 337    | 255    | 82     | 1  | 3  | 40     |
| 4.º  | Regatas Bella Vista | 13         | 8          | 0          | 5          | 355    | 257    | 98     | 4  | 3  | 39     |
| 5.º  | Newman              | 13         | 9          | 0          | 4          | 275    | 214    | 61     | 2  | 1  | 39     |
| 6.º  | S.I.C.              | 13         | 8          | 1          | 4          | 341    | 305    | 36     | 3  | 1  | 38     |
| 7.º  | C.A.S.I.            | 13         | 7          | 0          | 6          | 332    | 274    | 58     | 3  | 4  | 35     |
| 8.º  | C.U.B.A.            | 13         | 7          | 0          | 6          | 267    | 223    | 44     | 4  | 3  | 35     |
| 9.º  | Alumni              | 13         | 4          | 1          | 8          | 329    | 335    | -6     | 2  | 5  | 25     |
| 10.º | La Plata            | 13         | 3          | 2          | 8          | 258    | 300    | -42    | 2  | 3  | 21     |
| 11.º | Pucará              | 13         | 4          | 0          | 9          | 243    | 284    | -41    | 2  | 2  | 20     |
| 12.º | Atlético de Rosario | 13         | 4          | 0          | 9          | 309    | 431    | -122   | 1  | 1  | 18     |
| 13.º | Los Tilos           | 13         | 2          | 1          | 10         | 213    | 370    | -157   | 0  | 3  | 13     |
| 14.º | Mariano Moreno      | 13         | 0          | 0          | 13         | 158    | 473    | -315   | 0  | 0  | 0      |

|  | Clasificados a las semifinales y al Campeonato Nacional de Clubes.      |
|  | Clasificados a cuartos de final y al Campeonato Nacional de Clubes.     |
|  | Disputan un repechaje para clasificar al Campeonato Nacional de Clubes. |

### Partidos
El 23 de mayo de 2016 se dio a conocer el fixture completo para la temporada 2016 del Top 14 de la URBA. El mismo consta de 13 jornadas y tres fechas libres en entre semana.
| Regatas Bella Vista | 13 – 20 | Alumni               |
| Los Tilos           | 3 – 26  | Belgrano             |
| Hindú               | 25 – 15 | Newman               |
| SIC                 | 53 – 19 | Atlético del Rosario |
| San Luis            | 41 – 21 | Pucará               |
| CUBA                | 33 – 12 | Mariano Moreno       |
| CASI                | 39 – 7  | La Plata             |

| Mariano Moreno       | 16 – 29 | San Luis            |
| Pucará               | 14 – 19 | SIC                 |
| Atlético del Rosario | 29 – 31 | Hindú               |
| Newman               | 30 – 5  | Los Tilos           |
| Belgrano             | 41 – 38 | Regatas Bella Vista |
| Alumni               | 29 – 18 | La Plata            |
| CUBA                 | 12 – 28 | CASI                |

| La Plata            | 26 – 27 | Belgrano             |
| Regatas Bella Vista | 20 – 24 | Newman               |
| Los Tilos           | 23 – 24 | Atlético del Rosario |
| Hindú               | 33 – 24 | Pucará               |
| SIC                 | 32 – 24 | Mariano Moreno       |
| San Luis            | 19 – 8  | CUBA                 |
| CASI                | 31 – 24 | Alumni               |

| CUBA                 | 16 – 10 | SIC                 |
| Mariano Moreno       | 17 – 28 | Hindú               |
| Pucará               | 6 – 14  | Los Tilos           |
| Atlético del Rosario | 9 – 21  | Regatas Bella Vista |
| Newman               | 10 – 15 | La Plata            |
| Belgrano             | 29 – 15 | Alumni              |
| San Luis             | 9 – 6   | CASI                |

| Alumni              | 16 – 23 | Newman               |
| La Plata            | 48 – 6  | Atlético del Rosario |
| Regatas Bella Vista | 35 – 22 | Pucará               |
| Los Tilos           | 29 – 14 | Mariano Moreno       |
| Hindú               | 15 – 11 | CUBA                 |
| SIC                 | 26 – 25 | San Luis             |
| CASI                | 15 – 42 | Belgrano             |

| San Luis             | 36 – 38 | Hindú               |
| CUBA                 | 40 – 20 | Los Tilos           |
| Mariano Moreno       | 0 – 28  | Regatas Bella Vista |
| Pucará               | 17 – 13 | La Plata            |
| Atlético del Rosario | 25 – 21 | Alumni              |
| Newman               | 13 – 38 | Belgrano            |
| SIC                  | 24 – 12 | CASI                |

| Belgrano            | 38 – 21 | Atlético del Rosario |
| Alumni              | 12 – 15 | Pucará               |
| La Plata            | 36 – 12 | Mariano Moreno       |
| Regatas Bella Vista | 23 – 16 | CUBA                 |
| Los Tilos           | 6 – 13  | San Luis             |
| Hindú               | 48 – 23 | SIC                  |
| CASI                | 21 – 22 | Newman               |

| SIC                  | 39 – 7  | Los Tilos           |
| San Luis             | 34 – 20 | Regatas Bella Vista |
| CUBA                 | 21 – 5  | La Plata            |
| Mariano Moreno       | 15 – 41 | Alumni              |
| Pucará               | 22 – 32 | Belgrano            |
| Atlético del Rosario | 35 – 21 | Newman              |
| Hindú                | 23 – 22 | CASI                |

| Newman              | 24 – 0  | Pucará               |
| Belgrano            | 61 – 12 | Mariano Moreno       |
| Alumni              | 18 – 38 | CUBA                 |
| La Plata            | 17 – 29 | San Luis             |
| Regatas Bella Vista | 44 – 13 | SIC                  |
| Los Tilos           | 30 – 47 | Hindú                |
| CASI                | 42 – 32 | Atlético del Rosario |

| Hindú          | 45 – 10 | Regatas Bella Vista  |
| SIC            | 23 – 23 | La Plata             |
| San Luis       | 35 – 31 | Alumni               |
| CUBA           | 6 – 25  | Belgrano             |
| Mariano Moreno | 3 – 27  | Newman               |
| Pucará         | 45 – 14 | Atlético del Rosario |
| Los Tilos      | 19 – 25 | CASI                 |

| Atlético del Rosario | 50 – 9  | Mariano Moreno |
| Newman               | 16 – 9  | CUBA           |
| Belgrano             | 20 – 15 | San Luis       |
| Alumni               | 21 – 30 | SIC            |
| La Plata             | 20 – 22 | Hindú          |
| Regatas Bella Vista  | 34 – 3  | Los Tilos      |
| CASI                 | 18 – 17 | Pucará         |

| Los Tilos           | 20 – 20 | La Plata             |
| Hindú               | 29 – 29 | Alumni               |
| SIC                 | 29 – 22 | Belgrano             |
| San Luis            | 7 – 20  | Newman               |
| CUBA                | 33 – 19 | Atlético del Rosario |
| Mariano Moreno      | 5 – 27  | Pucará               |
| Regatas Bella Vista | 24 – 20 | CASI                 |

| Pucará               | 13 – 24 | CUBA                |
| Atlético del Rosario | 26 – 45 | San Luis            |
| Newman               | 30 – 20 | SIC                 |
| Belgrano             | 24 – 38 | Hindú               |
| Alumni               | 52 – 34 | Los Tilos           |
| La Plata             | 10 – 45 | Regatas Bella Vista |
| CASI                 | 52 – 19 | Mariano Moreno      |

## Etapa eliminatoria
|  | Cuartos de final    | Cuartos de final |                   |                   | Semifinales | Semifinales |  |            | Final | Final |  |
|  |                     |                  |                   |                   |             |             |  |            |       |       |  |
|  |                     |                  |                   |                   |             |             |  |            |       |       |  |
|  |                     |                  |                   |                   |             |             |  |            |       |       |  |
|  |                     |                  |                   |                   |             |             |  |            |       |       |  |
|  |                     |                  |                   |                   |             |             |  |            |       |       |  |
|  |                     | Hindú Club       | 25                |                   |             |             |  |            |       |       |  |
|  |                     |                  | 25                |                   |             |             |  |            |       |       |  |
|  |                     |                  | Newman            | 24                |             |             |  |            |       |       |  |
|  | Newman              | 27               | Newman            | 24                |             |             |  |            |       |       |  |
|  | Newman              | 27               |                   |                   |             |             |  |            |       |       |  |
|  | Regatas Bella Vista | 26               |                   |                   |             |             |  |            |       |       |  |
|  | Regatas Bella Vista | 26               |                   |                   |             |             |  | Hindú Club | 10    |       |  |
|  |                     |                  |                   |                   |             |             |  | Hindú Club | 10    |       |  |
|  |                     |                  | Belgrano Athletic | 25                |             |             |  |            |       |       |  |
|  | San Luis            | 26               | Belgrano Athletic | 25                |             |             |  |            |       |       |  |
|  | San Luis            | 26               |                   |                   |             |             |  |            |       |       |  |
|  | S.I.C.              | 24               |                   |                   |             |             |  |            |       |       |  |
|  | S.I.C.              | 24               |                   | Belgrano Athletic | 47          |             |  |            |       |       |  |
|  |                     |                  |                   | Belgrano Athletic | 47          |             |  |            |       |       |  |
|  |                     |                  | San Luis          | 14                |             |             |  |            |       |       |  |
|  |                     |                  | San Luis          | 14                |             |             |  |            |       |       |  |
|  |                     |                  |                   |                   |             |             |  |            |       |       |  |
|  |                     |                  |                   |                   |             |             |  |            |       |       |  |
|  |                     |                  |                   |                   |             |             |  |            |       |       |  |
|  |                     |                  |                   |                   |             |             |  |            |       |       |  |

### Resultados
- Todos los horarios corresponden al huso horario local UTC -03:00.[4]

#### Cuartos de final
Formaciones y árbitros para los cuartos de final del torneo de la URBA.
| 24 de septiembre, 16:10 AST (UTC−3) | San Luis | 26 – 24 | S.I.C. | Estadio del CASI, Acassuso |                           |
|                                     | - Tries - Ricardo Wagner 22' - Francisco Campodónico 45' - Conversiones - Felipe Campodónico 22', 45' - Penales - Felipe Campodónico 17', 55', 67' - Drops - Juan Campodónico 37' | Reporte | - Tries - 47' Benjamín Madero - 72' Máximo Gómez Fleytas - 76' Lucas Alcácer - Conversiones - 47', 72', 76' Santiago Méndez - Penales - 19' Santiago Méndez | Árbitro(s): Pablo De Luca  | Árbitro(s): Pablo De Luca |

| 25 de septiembre, 16:10 AST (UTC−3) | Newman | 27 – 26 | Regatas Bella Vista | Estadio del CASI, Acassuso   |                              |
|                                     | · - Tries - Marcelo Brandi 48' - Jason Bruchou 53' - Conversiones - Gonzalo Gutiérrez Taboada 48' - Penales - Gonzalo Gutiérrez Taboada 9', 21', 36', 61', 77' - Tarjetas - Agustín Gosio 62' hasta 72' | Reporte | · - Tries - 22' Román Casté - 49' Facundo Vega Quiroga - 71' Felipe Torreguitar - Conversiones - 71' Cruz Camerlinckx - Penales - 11', 50', 67' Cruz Camerlinckx - Tarjetas - 29' hasta 39' Marcos Joseph | Árbitro(s): Federico Anselmi | Árbitro(s): Federico Anselmi |

#### Semifinales
Árbitros para las semifinales del torneo de la URBA.
| 8 de octubre, 13:10 AST (UTC−3) | Hindú Club | 25 – 24 | Newman | Estadio del CASI, Acassuso  |                             |
|                                 | · - Tries - Bautista Ezcurra 36' - Gonzalo Delguy 49' - Try Penal 75' - Conversiones - Joaquín Díaz Bonilla 36', 75' - Penales - Joaquín Díaz Bonilla 18', 80' - Tarjetas - Augusto Faraone 32' hasta 42' - Francisco Bosch 55' hasta 65' | Reporte | · - Tries - 20' Agustín Gosio - 51' Jason Bruchou - Conversiones - 51' Gonzalo Gutiérrez Taboada - Penales - 15', 40', 60', 77' Gonzalo Gutiérrez Taboada - Tarjetas - 47' hasta 57' Alberto Porolli - 71' hasta 80' Matías Freyre | Árbitro(s): Federico Cuesta | Árbitro(s): Federico Cuesta |

| 9 de octubre, 16:10 AST (UTC−3) | Belgrano Athletic | 47 – 14 | San Luis | Estadio del CASI, Acassuso |                           |
|                                 | · - Tries - Tomás Filipuzzi 37' - Francisco Ferronato 42', 49' - Agustín Gómez Di Nardo 53' - Juan Martín Retamosa 55' - Tomás Arizaga 74' - Conversiones - Agustín López Isnardi 37', 42', 49', 55' - Penales - Agustín López Isnardi 23', 31', 64' - Tarjetas - Agustín Gómez Di Nardo 78' hasta 80' | Reporte | · - Tries - 69' Rodrigo Bruni - 71' Hernán Giralt - Conversiones - 69', 71' Felipe Campodónico - Tarjetas - 37' hasta 47' Rodrigo Bruni - 43' hasta 53' Pedro Fantini - 80' hasta 80' Cristian Elías | Árbitro(s): Diego Lentini  | Árbitro(s): Diego Lentini |

#### Final
Árbitro para la final del Top 14 de la URBA.
| 15 de octubre, 16:10 AST (UTC−3)                   | Hindú Club | 10 – 25 | Belgrano Athletic | Estadio del CASI, Acassuso                                   |                                                              |
|                                                    | · - Tries - Augusto Faraone 45' - Conversiones - Joaquín Díaz Bonilla 45' - Penales - Joaquín Díaz Bonilla 15' - Tarjetas - Pablo Henn 33' hasta 43' - Agustín Schab 57' hasta 67' | Reporte | · - Tries - 11', 37' Francisco Ferronato - 57' Tomás Arizaga - Conversiones - 11', 37' Agustín López Isnardi - Penales - 53', 65' Agustín López Isnardi - Tarjetas - 44' hasta 54' Benjamín Espinal - 74' hasta 80' Pedro Bugiani | Asistencia: 10 000 espectadores Árbitro(s): Federico Anselmi | Asistencia: 10 000 espectadores Árbitro(s): Federico Anselmi |
| La figura: Francisco Ferronato (Belgrano Athletic) | |         | |                                                              |                                                              |

Belgrano Athletic

Campeón

11.º título

1.º Top 14

## Séptima plaza para el Nacional A
|  | Eliminatoria  | Eliminatoria |          |          | Final por séptima plaza | Final por séptima plaza |  |
|  |               |              |          |          |                         |                         |  |
|  |               |              |          |          |                         |                         |  |
|  | C.A.S.I.      | 55           |          |          |                         |                         |  |
|  | C.A.S.I.      | 55           |          |          |                         |                         |  |
|  | La Plata R.C. | 32           |          |          |                         |                         |  |
|  | La Plata R.C. | 32           |          | C.A.S.I. | 17                      |                         |  |
|  |               |              |          | C.A.S.I. | 17                      |                         |  |
|  |               |              | C.U.B.A. | 25       |                         |                         |  |
|  | C.U.B.A.      | 16           | C.U.B.A. | 25       |                         |                         |  |
|  | C.U.B.A.      | 16           |          |          |                         |                         |  |
|  | Alumni        | 13           |          |          |                         |                         |  |
|  | Alumni        | 13           |          |          |                         |                         |  |
|  |               |              |          |          |                         |                         |  |

### Eliminatoria
Horarios y designaciones de árbitros para las eliminatorias por la séptima y última plaza para el Nacional de Clubes.
| 1 de octubre, 15:00 AST (UTC−3) | C.A.S.I. | 55 – 32 | La Plata R.C. | Estadio del CASI, Acassuso |                           |
|                                 | · - Tries - Franco Fasano 10', 65' - Jerónimo Solveyra 33' - Tobías Casaurang 39', 44', 46' - Ignacio Almela Udry 51' - Nicolás Cotella 69', 80' - Conversiones - Ignacio Almela Udry 33', 44', 46', 51', 65' - Tarjetas - Tobías Casaurang 57' hasta 67' - Ignacio Macedo 80' | Reporte | · - Tries - 22', 76' Máximo Casaro - 35' Gerónimo Masciadro - 42' Francisco Albarracín - 58', 73' Pedro Duro - Conversiones - 58' Lucas Suárez Folch - Tarjetas - 19' hasta 29' Pablo Molina - 79' Adrián Alarcón - 80' Pedro Duro | Árbitro(s): Diego Lentini  | Árbitro(s): Diego Lentini |

| 2 de octubre, 14:00 AST (UTC−3) | C.U.B.A. | 16 – 13 | Alumni | Estadio del CUBA, Villa de Mayo |                           |
|                                 | · - Tries - Felipe Aranguren 22' - Tomás de la Vega 38' - Penales - Juan Cruz González 54', 68' - Tarjetas - Nicolás Solveyra 51' - Felipe Aranguren 75' | Reporte | · - Tries - 24' Santiago Ibarra - 32' Franco Battezzati - Drops - 49' Tomás Corneille - Tarjetas - 51' hasta 61' Tomás Passerotti - 75' Mariano Romanini | Árbitro(s): Pablo De Luca       | Árbitro(s): Pablo De Luca |

### Final por séptima plaza
Árbitro para la final por la séptima plaza del Nacional de Clubes.
| 7 de octubre, 20:30 AST (UTC−3) | C.A.S.I. | 17 – 25 | C.U.B.A. | Estadio del Belgrano Athletic, Ciudad de Buenos Aires |                         |
|                                 | · - Tries - Tobías Casaurang 27' - Ignacio Macedo 34' - Conversiones - Ignacio Almela Udry 27', 34' - Penales - Ignacio Almela Udry 2' - Tarjetas - Christian Urien 5' hasta 15' - Felipe Muslera 56' hasta 66' | Reporte | · - Tries - 41' José Prat Gay - 39', 57' Santiago Tsin - Conversiones - 39', 57' Santiago Viacava - Penales - 68', 76' Santiago Viacava - Tarjetas 26' hasta 36' Matías Ponti | Árbitro(s): Lucas Galán                               | Árbitro(s): Lucas Galán |